# USS LST-952
O USS LST-952 foi um navio de guerra norte-americano da classe LST que operou durante a Segunda Guerra Mundial.